# Claudia Gavrilescu
Claudia Gavrilescu (née Cârstoiu le 17 décembre 1980 à Pitești) est une joueuse roumaine de volley-ball. Elle mesure 1,86 m et joue au poste de centrale. Elle totalise 30 sélections en équipe de Roumanie.

## Clubs
| Club               | De        | À         |
| ------------------ | --------- | --------- |
| Dacia Pitești      | 1996-1997 | 2000-2001 |
| R.A.T. Bucarest    | 2001-2002 | 2002-2003 |
| CS Rapid Bucarest  | 2003-2004 | 2005-2006 |
| CS Dinamo Bucarest | 2006-2007 | 2007-2008 |
| Tomis Constanța    | 2008-2009 | 2012-2013 |
| CSM Bucarest       | 2013-2014 | 2014-2015 |
| CS Știința Bacău   | 2015-2016 | 2015-2016 |
| SCM Pitești        | 2016-2017 | 2016-2017 |

## Palmarès
- Championnat de Roumanie
  - Vainqueur : 2003, 2004, 2006, 2011, 2012.
  - Finaliste : 2005, 2007, 2008, 2009, 2010.
- Coupe de Roumanie
  - Vainqueur : 1997, 2004, 2011.
  - Finaliste : 2005, 2006, 2007, 2010, 2012.